# Bulbophyllum setuliferum
Bulbophyllum setuliferum là một loài phong lan thuộc chi Bulbophyllum.